# Società Sportiva Lazio 1972-1973
Questa voce raccoglie le informazioni riguardanti la Società Sportiva Lazio nelle competizioni ufficiali della stagione 1972-1973.

## Stagione
Nella stagione 1972-1973 la Lazio disputa il campionato di Serie A, ottiene un prestigioso terzo posto a 2 punti dallo scudetto. Titolo che va alla Juventus che lo conquista vincendo all'ultima giornata a Roma (1-2) con i giallorossi, e le contemporanee sconfitte del Milan (5-3) a Verona e della Lazio (1-0) a Napoli. La classifica finale del campionato recita: Juventus 45 punti, Milan 44 punti e Lazio 43 punti. Retrocedono in Serie B l'Atalanta con 24 punti, il Palermo con 17 punti e la Ternana con 16 punti.
La squadra laziale affidata al riconfermato condottiero Tommaso Maestrelli, da neo promossa disputa un sorprendente campionato, portando alla ribalta alcuni nuovi campioni, capaci di produrre un autentico gioco di squadra. Miglior marcatore biancoazzurro di stagione Giorgio Chinaglia autore di 11 reti, di cui 10 in campionato ed 1 in Coppa Italia, con 7 reti ciascuno hanno fatto molto bene anche Renzo Garlaschelli ed il centrocampista Franco Nanni, altri due centrocampisti si mettono in evidenza, Mario Frustalupi aiutato dal sostanzioso rendimento del cursore Luciano Re Cecconi, ottima la difesa della Lazio che con sole 16 reti subite risulta la miglior difesa del campionato, imperniata su Giancarlo Oddi e Giuseppe Wilson.
In Coppa Italia è giunta al quinto posto nel girone 7 eliminatorio che ha qualificato il Napoli al girone di finale. La Lazio partecipa alla quarta edizione della Coppa Anglo-Italiana nella quale conclude al sesto posto nel girone eliminatorio, la finale di questo trofeo è stata disputata a Firenze tra Fiorentina e Newcastle, terminata (1-2) per gli inglesi.

## Organigramma societario
Area direttiva
- Presidente: Umberto Lenzini

Area tecnica
- Direttore sportivo: Antonio Sbardella
- Allenatore: Tommaso Maestrelli
- Allenatore in seconda: Roberto Lovati

## Rosa

Il neoacquisto Luciano Re Cecconi

| N. |                   | Ruolo | Calciatore                 |
| -- | ----------------- | ----- | -------------------------- |
|    | Italia (bandiera) | P     | Andrea Chini               |
|    | Italia (bandiera) | P     | Avelino Moriggi            |
|    | Italia (bandiera) | P     | Felice Pulici              |
|    | Italia (bandiera) | D     | Claudio Agnetti            |
|    | Italia (bandiera) | D     | Mario Facco                |
|    | Italia (bandiera) | D     | Gaetano Legnaro            |
|    | Italia (bandiera) | D     | Luigi Martini              |
|    | Italia (bandiera) | D     | Giancarlo Oddi             |
|    | Italia (bandiera) | D     | Sergio Petrelli            |
|    | Italia (bandiera) | D     | Luigi Polentes             |
|    | Italia (bandiera) | D     | Mario Valeri               |
|    | Italia (bandiera) | D     | Giuseppe Wilson (capitano) |
|    | Italia (bandiera) | C     | Vincenzo D'Amico           |
|    | Italia (bandiera) | C     | Domenico Di Maio           |
|    | Italia (bandiera) | C     | Mario Frustalupi           |

| N. |                   | Ruolo | Calciatore            |
| -- | ----------------- | ----- | --------------------- |
|    | Italia (bandiera) | C     | Pierpaolo Manservisi  |
|    | Italia (bandiera) | C     | Giovanni Marongiu     |
|    | Italia (bandiera) | C     | Ferruccio Mazzola     |
|    | Italia (bandiera) | C     | Giambattista Moschino |
|    | Italia (bandiera) | C     | Franco Nanni          |
|    | Italia (bandiera) | C     | Luciano Re Cecconi    |
|    | Italia (bandiera) | C     | Mauro Rufo            |
|    | Italia (bandiera) | A     | Umberto Catarci       |
|    | Italia (bandiera) | A     | Giorgio Chinaglia     |
|    | Italia (bandiera) | A     | Francesco Cinquepalmi |
|    | Italia (bandiera) | A     | Renzo Di Carlo        |
|    | Italia (bandiera) | A     | Renzo Garlaschelli    |
|    | Italia (bandiera) | A     | Giacomo La Rosa       |
|    | Italia (bandiera) | A     | Luciano Masiello      |
|    | Italia (bandiera) | A     | Massimo Silva         |

## Calciomercato

### Sessione estiva
| Acquisti         | Acquisti              | Acquisti    | Acquisti      |
| R.               | Nome                  | da          | Modalità      |
| ---------------- | --------------------- | ----------- | ------------- |
| P                | Andrea Chini          | Palestrina  | fine prestito |
| P                | Avelino Moriggi       | Arezzo      | fine prestito |
| P                | Felice Pulici         | Novara      | definitivo    |
| D                | Sergio Petrelli       | Roma        | definitivo    |
| C                | Arrigo Dolso          | Varese      | fine prestito |
| C                | Mario Frustalupi      | Inter       | definitivo    |
| C                | Pierpaolo Manservisi  | Napoli      | fine prestito |
| C                | Ferruccio Mazzola     | Fiorentina  | fine prestito |
| C                | Luciano Re Cecconi    | Foggia      | definitivo    |
| A                | Renzo Garlaschelli    | Como        | definitivo    |
| A                | Massimo Silva         | Inter       | definitivo    |
| Altre operazioni |                       |             |               |
| R.               | Nome                  | da          | Modalità      |
| D                | Alberto Caroletta     | Salernitana | fine prestito |
| D                | Domenico Labrocca     | Casertana   | definitivo    |
| C                | Luigi Ferioli         | Cosenza     | fine prestito |
| A                | Francesco Cinquepalmi | Termoli     | fine prestito |
| A                | Massimo Vulpiani      | Alessandria | fine prestito |

| Cessioni         | Cessioni              | Cessioni    | Cessioni      |
| R.               | Nome                  | a           | Modalità      |
| ---------------- | --------------------- | ----------- | ------------- |
| P                | Claudio Bandoni       | Catanzaro   | definitivo    |
| P                | Rosario Di Vincenzo   | Brindisi    | definitivo    |
| D                | Giuseppe Papadopulo   | Brindisi    | definitivo    |
| C                | Arrigo Dolso          | Alessandria | definitivo    |
| C                | Rino Gritti           | Lecco       | fine prestito |
| C                | Giuseppe Massa        | Inter       | definitivo    |
| A                | Alessandro Abbondanza | Napoli      | fine prestito |
| A                | Carlo Facchin         |             | fine carriera |
| A                | Giuliano Fortunato    | Lecce       | definitivo    |
| Altre operazioni |                       |             |               |
| R.               | Nome                  | da          | Modalità      |
| C                | Luigi Ferioli         | Romulea     | definitivo    |
| C                | Domenico Masuzzo      | Salernitana | prestito      |
| C                | Franco Tripodi        | Sulmona     | prestito      |
| A                | Massimo Vulpiani      | Siracusa    | definitivo    |

### Sessione autunnale
| Acquisti | Acquisti        | Acquisti | Acquisti   |
| R.       | Nome            | da       | Modalità   |
| -------- | --------------- | -------- | ---------- |
| A        | Giacomo La Rosa | Varese   | definitivo |

| Cessioni         | Cessioni              | Cessioni    | Cessioni     |
| R.               | Nome                  | a           | Modalità     |
| ---------------- | --------------------- | ----------- | ------------ |
| D                | Gaetano Legnaro       | Ascoli      | definitivo   |
| A                | Massimo Silva         | Ascoli      | definitivo   |
| Altre operazioni |                       |             |              |
| R.               | Nome                  | da          | Modalità     |
| P                | Andrea Chini          | Trani       | prestito     |
| D                | Alberto Caroletta     | Trani       | prestito     |
| D                | Ivan Chiossi          | Verbania    | prestito     |
| D                | Tommaso Frau          | Barletta    | prestito     |
| D                | Domenico Labrocca     | Casertana   | prestito     |
| C                | Mario Pasquali        | Trapani     | prestito     |
| A                | Francesco Cinquepalmi | Maceratese  | comproprietà |
| A                | Gaetano Stellone      | Salernitana | prestito     |

## Risultati

### Serie A

#### Girone di andata
| Roma 24 settembre 1972 1ª giornata | Lazio               | 0 – 0 referto | Inter | Stadio Olimpico\| Arbitro: \| Lo Bello (Siracusa) \| |
| Arbitro:                           | Lo Bello (Siracusa) |               |       |                                                      |

| Arbitro: | Casarin (Milano) |

|  |           |                  |
|  | Marcatori | 18’ Garlaschelli |

| Arbitro: | Francescon (Padova) |

|                      |           |             |
| Chinaglia 14’ (rig.) | Marcatori | 20’ Bettega |

| Arbitro: | Giunti (Arezzo) |

|                   |           |                         |
| W. Speggiorin 51’ | Marcatori | 29’ Nanni 87’ Chinaglia |

| Arbitro: | Toselli (Cormons) |

|                                     |           |                   |
| Chinaglia 20’ (rig.) Frustalupi 37’ | Marcatori | 76’ (aut.) Wilson |

| Arbitro: | Gonella (Torino) |

|  |           |           |
|  | Marcatori | 34’ Nanni |

| Arbitro: | Lazzaroni (Milano) |

|                           |           |  |
| Chinaglia 14’ La Rosa 34’ | Marcatori |  |

| Arbitro: | Angonese (Mestre) |

|                |           |                  |
| Vernacchia 77’ | Marcatori | 85’ Garlaschelli |

| Arbitro: | Branzoni (Pavia) |

|                                |           |                      |
| Garlaschelli 22’ Chinaglia 90’ | Marcatori | 14’ (aut.) F. Pulici |

| Genova 10 dicembre 1972 10ª giornata | Sampdoria           | 0 – 0 referto | Lazio | Stadio Luigi Ferraris\| Arbitro: \| Lo Bello (Siracusa) \| |
| Arbitro:                             | Lo Bello (Siracusa) |               |       |                                                            |

| Arbitro: | Lo Bello (Siracusa) |

|                                    |           |                  |
| Chiarugi 45’ Bigon 48’ Benetti 72’ | Marcatori | 9’ (aut.) Rosato |

| Roma 24 dicembre 1972 12ª giornata | Lazio           | 0 – 0 referto | Torino | Stadio Olimpico\| Arbitro: \| Giunti (Arezzo) \| |
| Arbitro:                           | Giunti (Arezzo) |               |        |                                                  |

| Roma 30 dicembre 1972 13ª giornata | Lazio            | 0 – 0 referto | Bologna | Stadio Olimpico\| Arbitro: \| Casarin (Milano) \| |
| Arbitro:                           | Casarin (Milano) |               |         |                                                   |

| Arbitro: | Monti (Ancona) |

|                     |           |               |
| Mascetti 68’ (rig.) | Marcatori | 53’ Chinaglia |

| Arbitro: | Gonella (Torino) |

|                                        |           |  |
| Manservisi 51’ Nanni 69’ Chinaglia 87’ | Marcatori |  |

#### Girone di ritorno
| Arbitro: | Giunti (Arezzo) |

|                |           |                      |
| Boninsegna 60’ | Marcatori | 28’ (rig.) Chinaglia |

| Roma 4 febbraio 1973 17ª giornata | Lazio         | 0 – 0 referto | Fiorentina | Stadio Olimpico\| Arbitro: \| Motta (Monza) \| |
| Arbitro:                          | Motta (Monza) |               |            |                                                |

| Arbitro: | Angonese (Mestre) |

|             |           |  |
| Bettega 18’ | Marcatori |  |

| Arbitro: | Ciacci (Firenze) |

|           |           |  |
| Nanni 44’ | Marcatori |  |

| Arbitro: | Torelli (Milano) |

|  |           |                         |
|  | Marcatori | 21’ (aut.) Mastropasqua |

| Arbitro: | Panzino (Catanzaro) |

|                                       |           |  |
| Garlaschelli 32’ Santarini 38’ (aut.) | Marcatori |  |

| Arbitro: | Gonella (Torino) |

|  |           |                       |
|  | Marcatori | 56’, 68’ Garlaschelli |

| Arbitro: | Francescon (Padova) |

|                           |           |             |
| La Rosa 9’ Re Cecconi 66’ | Marcatori | 36’ Carelli |

| Arbitro: | Motta (Monza) |

|  |           |                  |
|  | Marcatori | 36’ Garlaschelli |

| Arbitro: | Angonese (Mestre) |

|           |           |  |
| Nanni 19’ | Marcatori |  |

| Arbitro: | Lo Bello (Siracusa) |

|                                      |           |            |
| Schnellinger 5’ (aut.) Chinaglia 35’ | Marcatori | 56’ Rivera |

| Torino 29 aprile 1973 27ª giornata | Torino              | 0 – 0 referto | Lazio | Stadio Comunale\| Arbitro: \| Panzino (Catanzaro) \| |
| Arbitro:                           | Panzino (Catanzaro) |               |       |                                                      |

| Arbitro: | Giunti (Arezzo) |

|                |           |           |
| G. Savoldi 40’ | Marcatori | 50’ Nanni |

| Arbitro: | Ciacci (Firenze) |

|                                |           |            |
| Chinaglia 29’ (rig.) Nanni 43’ | Marcatori | 23’ Zigoni |

| Arbitro: | Angonese (Mestre) |

|             |           |  |
| Damiani 89’ | Marcatori |  |

### Coppa Italia

#### Primo turno
| Arbitro: | Torelli (Milano) |

|  |           |              |
|  | Marcatori | 18’ Esposito |

| Palermo 3 settembre 1972, ore 17:00 3ª giornata | Palermo            | 0 – 0 | Lazio | Stadio La Favorita (30.000 spett.)\| Arbitro: \| Carminati (Milano) \| |
| Arbitro:                                        | Carminati (Milano) |       |       |                                                                        |

| Arbitro: | Lupi (Genova) |

|                  |           |  |
| Renna 72’ (rig.) | Marcatori |  |

| Arbitro: | Agnolin (Bassano del Grappa) |

|               |           |                |
| Chinaglia 70’ | Marcatori | 23’, 84’ Paina |

## Statistiche

### Statistiche di squadra
| Competizione         | Punti | In casa | In casa | In casa | In casa | In casa | In casa | In trasferta | In trasferta | In trasferta | In trasferta | In trasferta | In trasferta | Totale | Totale | Totale | Totale | Totale | Totale | DR  |
| Competizione         | Punti | G       | V       | N       | P       | Gf      | Gs      | G            | V            | N            | P            | Gf           | Gs           | G      | V      | N      | P      | Gf     | Gs     | DR  |
| -------------------- | ----- | ------- | ------- | ------- | ------- | ------- | ------- | ------------ | ------------ | ------------ | ------------ | ------------ | ------------ | ------ | ------ | ------ | ------ | ------ | ------ | --- |
| Serie A              | 43    | 15      | 10      | 5       | 0       | 20      | 6       | 15           | 6            | 6            | 3            | 13           | 10           | 30     | 16     | 11     | 3      | 33     | 16     | +17 |
| Coppa Italia         | 1     | 2       | 0       | 0       | 2       | 1       | 3       | 2            | 0            | 1            | 1            | 0            | 1            | 4      | 0      | 1      | 3      | 1      | 4      | -3  |
| Coppa Anglo-Italiana | 2     | 2       | 0       | 2       | 0       | 2       | 2       | 2            | 0            | 0            | 2            | 2            | 5            | 4      | 0      | 2      | 2      | 4      | 7      | -3  |
| Totale               |       | 19      | 10      | 7       | 2       | 23      | 11      | 19           | 6            | 7            | 6            | 15           | 16           | 38     | 16     | 14     | 8      | 38     | 27     | +11 |

### Statistiche dei giocatori
Nel conteggio delle reti realizzate si aggiungano quattro autoreti a favore in campionato.
| Giocatore       | Serie A  | Serie A | Coppa Italia | Coppa Italia | Coppa Anglo-Italiana | Coppa Anglo-Italiana | Totale   | Totale |
| Giocatore       | Presenze | Reti    | Presenze     | Reti         | Presenze             | Reti                 | Presenze | Reti   |
| --------------- | -------- | ------- | ------------ | ------------ | -------------------- | -------------------- | -------- | ------ |
| C. Agnetti      | -        | -       | -            | -            | 1                    | 0                    | 1        | 0      |
| U. Catarci      | -        | -       | -            | -            | 2                    | 0                    | 2        | 0      |
| G. Chinaglia    | 30       | 10      | 4            | 1            | 3                    | 2                    | 37       | 13     |
| A. Chini        | -        | -       | -            | -            | -                    | -                    | -        | -      |
| A. Chirra       | -        | -       | -            | -            | 1                    | 0                    | 1        | 0      |
| F. Cinquepalmi  | -        | -       | -            | -            | 2                    | 1                    | 2        | 1      |
| V. D'Amico      | -        | -       | -            | -            | -                    | -                    | -        | -      |
| R. Di Carlo     | -        | -       | -            | -            | 1                    | 0                    | 1        | 0      |
| D. Di Maio      | -        | -       | -            | -            | 1                    | 0                    | 1        | 0      |
| M. Facco        | 22       | 0       | 4            | 0            | 3                    | 0                    | 29       | 0      |
| M. Frustalupi   | 30       | 1       | 4            | 0            | 2                    | 0                    | 36       | 1      |
| R. Garlaschelli | 29       | 7       | 4            | 0            | 1                    | 0                    | 34       | 7      |
| G. La Rosa      | 6        | 2       | -            | -            | 4                    | 1                    | 10       | 3      |
| G. Legnaro      | -        | -       | -            | -            | -                    | -                    | -        | -      |
| F. Lilla        | -        | -       | -            | -            | 2                    | 0                    | 2        | 0      |
| P. Manservisi   | 28       | 1       | 1            | 0            | 2                    | 0                    | 31       | 1      |
| G. Marongiu     | -        | -       | -            | -            | -                    | -                    | -        | -      |
| L. Martini      | 29       | 0       | 4            | 0            | 2                    | 0                    | 35       | 0      |
| L. Masiello     | -        | -       | -            | -            | 1                    | 0                    | 1        | 0      |
| F. Mazzola      | 1        | 0       | 4            | 0            | 2                    | 0                    | 7        | 0      |
| A. Moriggi      | -        | -       | -            | -            | 2                    | -5                   | 2        | -5     |
| G. Moschino     | 3        | 0       | -            | -            | 2                    | 0                    | 5        | 0      |
| F. Nanni        | 30       | 7       | 3            | 0            | 2                    | 0                    | 35       | 7      |
| G. Oddi         | 30       | 0       | 4            | 0            | 2                    | 0                    | 36       | 0      |
| S. Petrelli     | 9        | 0       | 1            | 0            | -                    | -                    | 10       | 0      |
| L. Polentes     | 7        | 0       | 1            | 0            | 1                    | 0                    | 9        | 0      |
| F. Pulici       | 30       | -16     | 4            | -4           | 2                    | -2                   | 36       | -22    |
| L. Re Cecconi   | 29       | 1       | 4            | 0            | -                    | -                    | 33       | 1      |
| M. Rufo         | -        | -       | -            | -            | 1                    | 0                    | 1        | 0      |
| G. Sambucco     | -        | -       | -            | -            | 2                    | 0                    | 2        | 0      |
| M. Silva        | -        | -       | 1            | 0            | -                    | -                    | 1        | 0      |
| G. Tinaburri    | -        | -       | -            | -            | 2                    | 0                    | 2        | 0      |
| M. Valeri       | -        | -       | -            | -            | 1                    | 0                    | 1        | 0      |
| G. Wilson       | 30       | 0       | 4            | 0            | 2                    | 0                    | 36       | 0      |